# Damostrat
|  | Per a altres significats, vegeu «demostrat». |

Damostrat, en llatí Damostratus, en grec antic Δαμόστρατος, fou un poeta grec que apareix a l'Antologia grega amb un epigrama titulat Δαμοστράτου ἀνάθημα ταῖς νύμφαις. No és clar si el nom correspon al poeta o a la persona que va dedicar l'estàtua on estava escrit l'epigrama. Reiske suposa que és la mateixa persona que el senador romà Demostrat, un poeta que va escriure sobre la pesca (ἁλιευτικά), i que va viure al segle i.